# 硝羟喹啉
硝羟喹啉（全称5-硝基-8-羟基喹啉）是一种8-羟基喹啉衍生物类抗生素，分子式C9H6N2O3，在欧洲使用超过五十年，已经证明在对抗生物薄膜感染方面非常有效。